# Costa Rica nos Jogos Pan-Americanos de 1967
A Costa Rica competiu nos Jogos Pan-Americanos de 1967 em Winnipeg, Canadá, de 23 de julho a 6 de agosto de 1967. Não conquistou  medalhas nesta edição.